# Dorival Guimarães Passos
Dorival Guimarães Passos (Santo Amaro, 7 de dezembro de 1904 — , ) é um professor, advogado e político brasileiro.

## Biografia
Dorival Guimarães Passos nasceu em Santo Amaro da Purificação, Casou-se com Ana de Sena Franco Passos, teve dois filhos e foi avô de nove netos.
Formou-se em Direito precisamente no dia 7 de dezembro de 1932, pela então Universidade da Bahia. O criminalista foi um dos fundadores da faculdade de Direito da Universidade Católica do Salvador (UCSAL) onde ensinou Direito Penal, na condição de professor-titular.
O advogado criminalista foi secretário do interior, da Justiça e da Educação, atuou junto a sindicatos baianos desempenhando uma intensa atividade no sindicato dos bancários e dos empregados da estiva, no movimento político destacou-se pela participação na criação do Partido Trabalhista Baiano, participou das campanhas políticas de Lauro de Freitas, Régis Pacheco e Pedro Calmon e do movimento nacional pelo retorno de Getúlio Vargas. Também ajudou os primeiros passos da Justiça do Trabalho no estado, foi vice-presidente do Sindicato dos Advogados e como criminalista trabalhou com Edgar Mata, Evandro Lins e Silva e Sobral Pinto. Além disso, teve sua vida ligada aos esportes, pois fundou a Associação Desportiva Guarany e por várias vezes foi dirigente da Federação Bahiana de Futebol.
Foi Secretário estadual da Fazenda e secretário estadual de Educação no governo Régis Pacheco em 1951 até 1955 e suplente de deputado estadual, assumiu ao mandato de agosto e novembro de 1954, efetivou-se em fevereiro de 1955.